# トニー・クーコッチ
トニー・クーコッチ（Toni Kukoč, 1968年9月18日 - ）は、クロアチア・スプリト出身の元プロバスケットボール選手。ユーロリーグの最優秀選手として活躍したのち、アメリカに渡りNBAのシカゴ・ブルズなどでプレーし、現在は同チームの相談役。長身ながらもアウトサイドシュートやパスを得意とし、主にスモールフォワードとしてプレイした。ヨーロッパ出身選手として最も早くNBAで活躍した選手の1人である。1988年ソウルオリンピックではユーゴスラビア代表として、1992年バルセロナオリンピックではクロアチア代表として銀メダルを獲得した。また、1990年のバスケットボール世界選手権でもユーゴ代表として優勝している。

## 経歴
1987年に行われたバスケットボールジュニア世界選手権に優勝した。KKスプリトに所属し、1988年から1990年にかけ国内リーグ優勝を経験。1989年と1990年に同チームはユーロリーグを制した。ヨーロッパでプレーしていたクーコッチは、長身ながらパスさばきのうまさから「ヨーロッパのマジック・ジョンソン」、「白いマジック・ジョンソン」、「ウェイター」の異名を持っていた。1990年に行われたバスケットボール世界選手権では大会MVPに選ばれている。
1990年のNBAドラフトでシカゴ・ブルズより2巡目全体29位で指名されたが、クーコッチはヨーロッパに残り、1991年からはイタリアのベネトン・トレヴィーゾでプレーしていた。1992年にバスケットボールクロアチア代表として出場したバルセロナオリンピックではマイケル・ジョーダンやスコッティ・ピッペンから激しいマークを受け十分な活躍ができなかった。クロアチアのチームメイトには事故死したドラゼン・ペトロビッチやディノ・ラジャ、ユーゴスラビア代表時代は、ブラデ・ディバッツらがいた。
1993-94シーズンからシカゴ・ブルズに加入して、ジョーダンが引退した直後のチームで主にスモールフォワードのピッペン、パワーフォワードのホーレス・グラントなどの控えとして、さらにセンターやシューティングガードとしてもプレイし平均2桁得点をあげてオールルーキーセカンドチームに選ばれた。1994-95シーズン、グラントが退団したため先発として出場、得点、リバウンド、アシストでピッペンに次いでチーム2位の記録を残した。しかし、1995-96シーズン、ジョーダンが復帰、リバウンド王のデニス・ロッドマンが加入すると、クーコッチは再び控え選手となった。このシーズン、チームはリーグ記録の72勝10敗の成績を残し、クーコッチはジョーダン、ピッペンに次いでチーム3位の得点をあげリーグで最もチームに貢献した控え選手に贈られる「シックスマン賞」を受賞した。続く2シーズンもピッペンやロッドマンの控えとしてブルズの3連覇に貢献した。
1998-99シーズンのロックアウトで短縮されたシーズンは、ジョーダンが引退、ピッペンやロッドマンが退団し、クーコッチがチームの中心選手としてチームを牽引することとなり、自己最高の平均18.8得点、7.0リバウンド、5.3アシストをマークしたが、チームは低迷した。1999年にはNBAファイナル優勝経験ある選手はクーコッチ1人となった。クーコッチは1999-2000のシーズン中にフィラデルフィア・セブンティシクサーズにトレードされ、翌シーズンにはアトランタ・ホークスに再びトレードされた。シクサーズでは主に控えとして、ホークスでは先発としてチームに貢献した。
2002-03シーズンからはミルウォーキー・バックスに移り、控えの選手としてプレーした。彼に興味を持つ球団は複数あったが、自宅のあるイリノイ州ハイランドパーク近郊のチーム、バックス、ブルズと契約できる見通しが立たなくなったため2006年9月12日に現役引退を表明した。

## 個人成績

### NBA

#### レギュラーシーズン
| シーズン | チーム | GP  | GS  | MPG  | FG%  | 3P%  | FT%  | RPG | APG | SPG | BPG | PPG  |
| -------- | ------ | --- | --- | ---- | ---- | ---- | ---- | --- | --- | --- | --- | ---- |
| 1993–94  | CHI    | 75  | 8   | 24.1 | .431 | .271 | .743 | 4.0 | 3.4 | 1.1 | .4  | 10.9 |
| 1994–95  | CHI    | 81  | 55  | 31.9 | .504 | .313 | .748 | 5.4 | 4.6 | 1.3 | .2  | 15.7 |
| 1995–96  | CHI    | 81  | 20  | 26.0 | .490 | .403 | .772 | 4.0 | 3.5 | .8  | .3  | 13.1 |
| 1996–97  | CHI    | 57  | 15  | 28.2 | .471 | .331 | .770 | 4.6 | 4.5 | 1.1 | .5  | 13.2 |
| 1997–98  | CHI    | 74  | 52  | 30.2 | .455 | .362 | .708 | 4.4 | 4.2 | 1.0 | .5  | 13.3 |
| 1998–99  | CHI    | 44  | 44  | 37.6 | .420 | .285 | .740 | 7.0 | 5.3 | 1.1 | .3  | 18.8 |
| 1999-00  | CHI    | 24  | 23  | 36.2 | .381 | .231 | .761 | 5.4 | 5.2 | 1.8 | .8  | 18.0 |
| 1999-00  | PHI    | 32  | 8   | 28.6 | .438 | .289 | .673 | 4.5 | 4.4 | 1.0 | .3  | 12.4 |
| 2000–01  | PHI    | 48  | 5   | 20.4 | .458 | .410 | .591 | 3.4 | 1.9 | .7  | .1  | 8.0  |
| 2000–01  | ATL    | 17  | 14  | 36.4 | .492 | .481 | .681 | 5.7 | 6.2 | .8  | .3  | 19.7 |
| 2001–02  | ATL    | 59  | 9   | 25.3 | .419 | .310 | .712 | 3.7 | 3.6 | .8  | .3  | 9.9  |
| 2002–03  | MIL    | 63  | 0   | 27.0 | .432 | .361 | .706 | 4.2 | 3.7 | 1.3 | .5  | 11.6 |
| 2003–04  | MIL    | 73  | 0   | 20.8 | .417 | .292 | .729 | 3.7 | 2.7 | .8  | .3  | 8.4  |
| 2004–05  | MIL    | 53  | 6   | 20.7 | .410 | .362 | .721 | 3.0 | 3.0 | .7  | .2  | 5.6  |
| 2005–06  | MIL    | 65  | 0   | 15.7 | .389 | .306 | .714 | 2.3 | 2.1 | .5  | .3  | 4.9  |
| 通算     | 通算   | 846 | 259 | 26.3 | .447 | .335 | .729 | 4.2 | 3.7 | 1.0 | .3  | 11.6 |

#### プレーオフ
| シーズン | チーム | GP | GS | MPG  | FG%  | 3P%  | FT%  | RPG | APG | SPG | BPG | PPG  |
| -------- | ------ | -- | -- | ---- | ---- | ---- | ---- | --- | --- | --- | --- | ---- |
| 1994     | CHI    | 10 | 0  | 19.4 | .448 | .421 | .735 | 4.0 | 3.6 | .5  | .3  | 9.3  |
| 1995     | CHI    | 10 | 10 | 37.2 | .477 | .438 | .692 | 6.8 | 5.7 | 1.0 | .2  | 13.8 |
| 1996     | CHI    | 15 | 5  | 29.3 | .391 | .191 | .838 | 4.2 | 3.9 | .9  | .3  | 10.8 |
| 1997     | CHI    | 19 | 0  | 22.3 | .360 | .358 | .707 | 2.8 | 2.8 | .7  | .2  | 7.9  |
| 1998     | CHI    | 21 | 17 | 30.3 | .486 | .377 | .645 | 3.9 | 2.9 | 1.2 | .5  | 13.1 |
| 2000     | PHI    | 10 | 0  | 25.7 | .419 | .324 | .588 | 3.1 | 1.7 | 1.0 | .3  | 9.3  |
| 2003     | MIL    | 6  | 0  | 30.7 | .492 | .379 | .700 | 4.2 | 3.7 | 2.2 | .2  | 14.8 |
| 2004     | MIL    | 5  | 0  | 21.0 | .500 | .333 | .500 | 2.8 | .8  | .6  | .4  | 8.4  |
| 2006     | MIL    | 3  | 0  | 17.7 | .571 | .625 | .500 | 1.7 | 3.0 | .3  | .0  | 7.3  |
| 通算     | 通算   | 99 | 32 | 26.9 | .440 | .342 | .697 | 3.9 | 3.2 | 1.0 | .3  | 10.7 |

## プレースタイル
長身にしてソフトタッチの3ポイントシュートと広いコートビジョンを持つ彼は、バスケットボールにおける5つのポジションを全てこなす事できるNBA史上屈指のユーティリティプレーヤーの1人であった。シュートフォームからすると、クーコッチは左利きである。ヨーロッパのマジックジョンソンと呼ばれ、点も取れて、パスも捌くことができる選手であった。現在でこそ多く見られるようになったヨーロッパ人選手の走りであり、最も成功した存在と言える。シカゴ・ブルズでは層の厚いチームの中で、その高い万能性とシュート力を買われシックスマンとして活躍し黄金期を支えた。ただし、フィジカルはそれほど強いわけではなく、屈強なインサイドプレーヤーにはマッチして押し負ける場面もあり、相手にビッグマンがいる場合は背の低いロッドマンらが守ることもしばしばあった。

## 人物
- 本格的にバスケに打ち込む前（中学生ぐらいの頃）は、卓球をやっていて、14歳の時、この年齢の部で全国優勝した。
- ボウリングが得意で、ブルズ時代にチームのボウリング大会で優勝した。
- 2021年9月、バスケットボール殿堂入りが発表され、シカゴ・ブルズ時代のチームメイトのマイケル・ジョーダンやスコッティ・ピッペンらに感謝の意を示した[2]。また、NBAオールスターゲームに出場経験のないプレイヤーが殿堂入りするのはドラジェン・ペトロヴィッチ以来2人目である。